# Merritt Giffin
Merritt Hayward Giffin (20. august 1887 – 11. juli 1911) var en amerikansk atlet som deltog i OL 1908 i London.
Giffin vandt en sølvmedalje i atletik under OL 1908 i London. Han kom på en andenplads i diskoskast efter landsmanden Martin Sheridan.